# Deutschland (A59)
Deutschland (A59) jinak též (typ 440) byla víceúčelová cvičná loď německého námořnictva, která byla v případě války použitelná i jako bojová jednotka – např. k hlídkování, k  ochraně pobřeží či ke kladení min. Loď byla ve službě v letech 1966-1990. Plavidlo svým vzhledem připomínalo lehký křižník a některé prameny jej proto označují jako cvičný křižník.

## Stavba

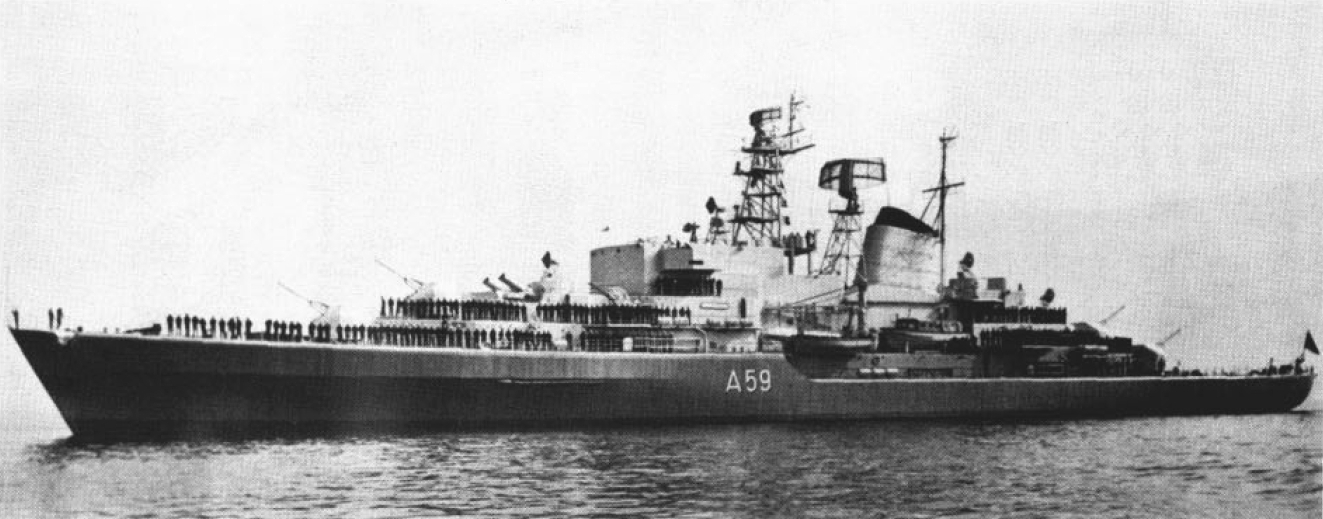
Deutschland v Pearl Harboru

Plavidlo postavila německá loděnice Nobiskrug GmbH v Rendsburgu. Kýl plavidla byl založen 17. září 1959, trup byl na vodu spuštěn 5. listopadu 1960 a do služby bylo plavidlo přijato 25. května 1963.

## Konstrukce

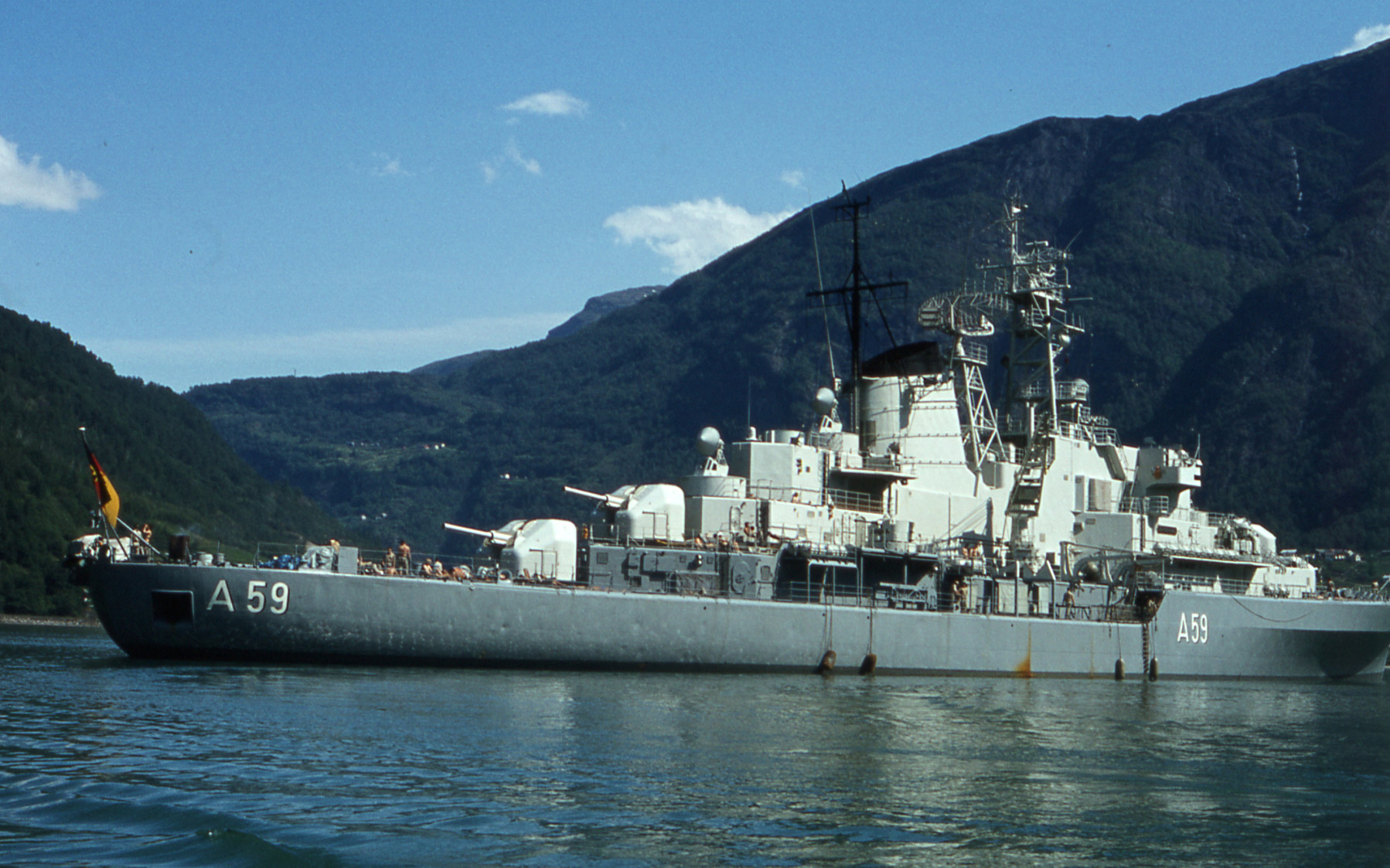
Deutschland v norském fjordu

Posádku tvořilo 263 mužů a dalších 200 kadetů. Elektronické vybavení bylo kompatibilní se soudobými torpédoborci třídy Hamburg a fregatami třídy Köln. Loď nesla vzdušné vyhledávací radary LW 02, LW 08 a DA 02, námořní vyhledávací radar ZW 01, systémy elektronického boje, zaměřovací systémy a dále aktivní trupový sonar a sonar ELAC. Výzbroj tvořily čtyři 100mm kanóny Creusot-Loire Modèle 53 v jednodělových věžích, šest 40mm kanónů, čtyři 533mm torpédomety a dva 375mm protiponorkové raketomety Bofors. Na zádi mohlo být umístěno až 70 námořních min. Pohonný systém tvořily dva diesely Maybach, dva diesely Daimler-Benz a jedna turbína Wahodag se dvěma kotly. Nejvyšší rychlost dosahovala 22 uzlů.